# Fastlandskeltiska språk
De fastlandskeltiska språken är en av de två huvudgrenarna inom den keltiska språkfamiljen. Endast fyra fastlandskeltiska språk är allmänt kända, varav alla är utdöda.
- Galliska
- Keltoiberiska
- Lepontiska
- Galatiska